# Sob Rock
Sob Rock é o oitavo álbum de estúdio do cantor e compositor norte-americano John Mayer, lançado em 16 de julho de 2021 pela Columbia Records. O single " New Light ", lançado em maio de 2018, está incluído no álbum, assim como os dois singles de Mayer de 2019, "I Guess I Just Feel Like" e "Carry Me Away". O single principal "Last Train Home" foi lançado em 4 de junho de 2021 e conta com vocais convidados de Maren Morris. John Mayer embarcará em uma turnê solo em apoio ao álbum em 2022.
Foi eleito por leitores da Guitar World como o melhor álbum de guitarra de 2021.

## Antecedentes
Inicialmente, Mayer afirmou que o álbum seria lançado em meados de abril de 2021. No entanto, ele anunciou mais tarde o atraso do lançamento para 16 de julho do mesmo ano. O álbum foi gravado entre o final de 2017 e o início de 2021. O single "Last Train Home" foi lançado em 4 de junho de 2021. Antes disso, clipes da faixa foram lançados no perfil do TikTok de Mayer no final de março de 2021. Além do formato digiital, o álbum também foi anunciado em formatos fisicos, contando com diferentes edições em vinil e cassete. Quando o álbum foi lançado, "Shot in the Dark" se tornou o próximo single do álbum. Tanto "Last Train Home" quanto "Shot in the Dark" ganharam videoclipes após seu lançamento.

## Divulgação
Além de o próprio Mayer criar uma conta no TikTok, a Columbia Records também promoveu uma campanha de marketing em torno de uma estética publicitária dos anos 1980. Alguns meses antes do álbum ser lançado ou até mesmo anunciado formalmente, pôsteres apareceram em vários locais em cidades ao redor do mundo. Todos eles descreveram o som de Sob Rock, mas nunca confirmaram explicitamente os laços com o lançamento de um álbum de Mayer. Um site chamado sobrock.net foi lançado na mesma época, com uma assinatura de boletim informativo e direitos autorais para "John Mayer Enterprises".

## Lista de faixas
| N.º            | Título                         | Duração |  |
| 1.             | "Last Train Home"              |         |  |
| 2.             | "Shouldn't Matter but It Does" |         |  |
| 3.             | "New Light"                    |         |  |
| 4.             | "Why You No Love Me"           |         |  |
| 5.             | "Wild Blue"                    |         |  |
| 6.             | "Shot in the Dark"             |         |  |
| 7.             | "I Guess I Just Feel Like"     |         |  |
| 8.             | "Til the Right One Comes"      |         |  |
| 9.             | "Carry Me Away"                |         |  |
| 10.            | "All I Want Is to Be with You" |         |  |
| Duração total: | Duração total:                 | 38:26   |  |

## Equipe e colaboradores
| - John Mayer – vocais, guitarra, teclado(tracks 1, 4, 8-10), piano (tracks 2, 6), baixo(tracks 4, 6, 8) - Aaron Sterling – bateria, percussão(tracks 7, 10) - Greg Phillinganes – teclado(tracks 1, 4, 9), sintetizadores(tracks 2, 6) - Sean Hurley – baixo(tracks 1, 2, 5, 7, 10) - Lenny Castro – percussão(tracks 1, 4-6) - Maren Morris – vocais(tracks 1, 4, 6) - Pino Palladino – baixo(tracks 3, 9) - Jeff Babko – teclados(tracks 5, 10) - Larry Goldings – teclados(track 4) - Greg Leisz – pedal steel guitar (track 4) - Jamie Muhoberac – teclados (track 9) - Cautious Clay – vocais(track 9) | - John Mayer – produtor - Don Was – produtor(tracks 1, 2, 4-6, 8, 10) - No I.D. – produtor(track 3) - Chad Franscoviak – co-produtor(track 9), engenheiro(tracks 3, 7, 9) - Curt Schneider – engenheiro(tracks 1, 2, 4-6, 8-10) - Chenao Wang – engenheiro assistente - Matt Tuggle – engenheiro assistente(tracks 7, 9) - Ryan Lytle – engenheiro assistente(track 9) - Mark "Spike" Stent – engenheiro de mixagem - Matt Wolach – engenheiro de mixagem - Michael Freeman – engenheiro de mixagem(track 9) - Randy Merrill – engenheiro de masterização - Ryan Del Vecchio – engenheiro de masterização assistente - Martin Pradler – editor digital |